# Любери
Люберите са членове на младежко движение, възникнало в руския град Люберци в края на 1970-те и съществувало до началото на 1990-те години в СССР.
Активно се занимават със спорт, основно културизъм и военно-приложни спортове – ръкопашен бой, бокс, бягане, плуване, скокове. Обявяват се за живот без наркотици, цигари и алкохол, активно се противопоставят на хипитата, пънкарите и метълистите.
Разцветът на движението е през 1980-те, а през 1990-те години затихва и в края на 20 век изчезва.

## В културата

### Песни за люберите
- „Люберецкие перчатки“ – А. Барыкин
- „Убивал меня любер Василий“ – Порт Артур
- „Эй, брат Любер!“ – група „Гражданская оборона“, по стихове на Лищенко
- „Убер-Любер“ – група „Объект насмешек“
- „Люберцы“, „Клетки“ – Любэ
- „Мама, я любера люблю“ – група „ДДТ“
- „Бей Правой, Любер“ – група „Продлённого дня“
- „Такие дела“ – Чиж & Co
- „Люберцы“ – Рома Жиган
- „Перемена погоды“, „Заебись“ – група „Гражданская Оборона“
- „Оля любит…“ – група „КПП“
- „Люберцы“ – Александр Дюмин
- „Любер Иван Семёнов“ – група „Глубокий тыл“
- „Любера“ – група „НИИ Косметики“и

### Филми за люберите
- Филм „Luna Park“ (реж. Павел Лунгин)
- Филм „Меня зовут Арлекино“ (реж. Валерий Рибарев)